# 武載德
武載德（?—?），唐朝并州文水（今山西省文水县）人。他是武则天伯父武士逸的孙子，武仁範的儿子。

## 生平
武載德原为左卫亲府中郎将。690年九月十二，武则天迫使儿子唐睿宗退位，自称圣神皇帝，建立武周，武載德被封为颍川郡王。同时，武承嗣為魏王，武三思為梁王，武攸寧為建昌王、武攸歸九江王、武攸望會稽王，武懿宗河內王、武嗣宗臨川王、武仁範河間王，武攸止恒安王，武攸暨千乘王，武攸宜建安王、武攸緒安平王、武重規高平王，武延基南陽王、武延秀淮陽王，武崇訓高陽王、武崇烈新安王，武延暉嗣陳王、武延祚咸安王。武载德官至千牛大將軍、湖州刺史，在神龙革命之前就已经死去，谥号武烈。

## 子
- 武平一，名甄，以字行，武元衡的祖父
- 武敬一，吉温外甥，天宝五载，吉温通过宦官使为盛王李琦纳武敬一之女为王妃，吉温被擢升为京兆府士曹。